# Uruguay i olympiska sommarspelen 1924
Uruguay i olympiska sommarspelen 1924 deltog i de sjunde olympiska sommarspelen i Paris 1924.

## Boxning
Fem boxare representerade Uruguay i OS 1924.
| Boxare          | Viktklass  | Sextondelsfinal       | Åttondelsfinal      | Kvartsfinal   | Semifinal     | Final / Bronsmatch | Rankning |
| Boxare          | Viktklass  | Motståndare           | Motståndare         | Motståndare   | Motståndare   | Motståndare        | Rankning |
| --------------- | ---------- | --------------------- | ------------------- | ------------- | ------------- | ------------------ | -------- |
| Liberto Corney  | Lättvikt   | Chris Graham (CAN)    | Avancerade ej       | Avancerade ej | Avancerade ej | Avancerade ej      | 17       |
| Mario González  | Bantamvikt | Oscar Andrén (SWE)    | Avancerade ej       | Avancerade ej | Avancerade ej | Avancerade ej      | 17       |
| Jorge Nicolares | Lättvikt   | Ernests Gutmans (LAT) | Jean Tholey (FRA)   | Avancerade ej | Avancerade ej | Avancerade ej      | 9        |
| Andrés Recalde  | Flugvikt   | Gaetano Lanzi (ITA)   | Avancerade ej       | Avancerade ej | Avancerade ej | Avancerade ej      | 17       |
| Manuel Smoris   | Fjädervikt |                       | Marcel Depont (FRA) | Avancerade ej | Avancerade ej | Avancerade ej      | 9        |

| Motståndare | Vinst | Förlust | Procent |
| ----------- | ----- | ------- | ------- |
| Kanada      | 0     | 1       | .000    |
| Frankrike   | 0     | 2       | .000    |
| Italien     | 0     | 1       | .000    |
| Lettland    | 1     | 0       | 1.000   |
| Sverige     | 0     | 1       | .000    |
| Totalt      | 1     | 5       | .167    |

| Omgång          | Vinst | Förlust | Procent |
| --------------- | ----- | ------- | ------- |
| Sextondelsfinal | 1     | 3       | .250    |
| Åttondelsfinal  | 0     | 2       | .000    |
| Kvartsfinal     | 0     | 0       | –       |
| Semifinal       | 0     | 0       | –       |
| Final           | 0     | 0       | –       |
| Bronsmatch      | 0     | 0       | –       |
| Totalt          | 1     | 5       | .167    |

## Fäktning
Sex fäktare, samtliga män, representerade Uruguay i OS 1924.
| Fäktare                                                                       | Gren               | Omgång 1 | Omgång 1 | Omgång 2      | Omgång 2      | Kvartsfinal   | Kvartsfinal   | Semifinal     | Semifinal     | Final         | Final         |
| Fäktare                                                                       | Gren               | Resultat | Rank     | Resultat      | Rank          | Resultat      | Rank          | Resultat      | Rank          | Resultat      | Rank          |
| ----------------------------------------------------------------------------- | ------------------ | -------- | -------- | ------------- | ------------- | ------------- | ------------- | ------------- | ------------- | ------------- | ------------- |
| Héctor Belo Herrera                                                           | Värja              | 5–4      | 7        | N/A           | N/A           | Avancerade ej | Avancerade ej | Avancerade ej | Avancerade ej | Avancerade ej | Avancerade ej |
| Héctor Belo Herrera                                                           | Sabel              | N/A      | N/A      | N/A           | N/A           | 4–2           | 1 Q           | 4–4           | 5             | Avancerade ej | Avancerade ej |
| Santos Ferreira                                                               | Värja              | 0–8      | 9        | N/A           | N/A           | Avancerade ej | Avancerade ej | Avancerade ej | Avancerade ej | Avancerade ej | Avancerade ej |
| Domingo Mendy                                                                 | Värja              | 4–5      | 7        | N/A           | N/A           | Avancerade ej | Avancerade ej | Avancerade ej | Avancerade ej | Avancerade ej | Avancerade ej |
| Domingo Mendy                                                                 | Florett            | 1–1      | 2 Q      | 2–2           | 2 Q           | 1–4           | 5             | Avancerade ej | Avancerade ej | Avancerade ej | Avancerade ej |
| Domingo Mendy                                                                 | Sabel              | N/A      | N/A      | N/A           | N/A           | 2–3           | 4 Q           | 1–7           | 8             | Avancerade ej | Avancerade ej |
| Pedro Mendy                                                                   | Florett            | 3–1      | 1 Q      | 1–4           | 5             | Avancerade ej | Avancerade ej | Avancerade ej | Avancerade ej | Avancerade ej | Avancerade ej |
| Pedro Mendy                                                                   | Sabel              | N/A      | N/A      | N/A           | N/A           | 2–3           | 4 Q           | 0–8           | 9             | Avancerade ej | Avancerade ej |
| Conrado Rolando                                                               | Värja              | 4–4      | 5 Q      | N/A           | N/A           | 4–6           | 8             | Avancerade ej | Avancerade ej | Avancerade ej | Avancerade ej |
| Conrado Rolando                                                               | Sabel              | N/A      | N/A      | N/A           | N/A           | 4–2           | 3 Q           | 2–6           | 8             | Avancerade ej | Avancerade ej |
| Gilberto Telechea                                                             | Florett            | 1–3      | 5        | Avancerade ej | Avancerade ej | Avancerade ej | Avancerade ej | Avancerade ej | Avancerade ej | Avancerade ej | Avancerade ej |
| Héctor Belo Herrera Santos Ferreira Domingo Mendy Conrado Rolando             | Lagtävling i värja | 1–2      | 3        | N/A           | N/A           | Avancerade ej | Avancerade ej | Avancerade ej | Avancerade ej | Avancerade ej | Avancerade ej |
| Héctor Belo Herrera Santos Ferreira Domingo Mendy Pedro Mendy Conrado Rolando | Lagtävling i sabel | 0–2      | 3        | N/A           | N/A           | Avancerade ej | Avancerade ej | Avancerade ej | Avancerade ej | Avancerade ej | Avancerade ej |

## Fotboll
| Omgång 1 | 26 maj 1924 | Uruguay                                                                                      | 7 – 0 | Jugoslavien | Stade Olympique, Colombes                        |                                                  |
|          |             | José Vidal 20′ Héctor Scarone 23′ Pedro Cea 50′, 80′ Pedro Petrone 35′, 61′ Ángel Romano 58′ |       |             | Publik: 1 000 Domare: Georges Vallat (Frankrike) | Publik: 1 000 Domare: Georges Vallat (Frankrike) |
|          |             |                                                                                              |       |             | Publik: 1 000 Domare: Georges Vallat (Frankrike) | Publik: 1 000 Domare: Georges Vallat (Frankrike) |
|          |             |                                                                                              |       |             | Publik: 1 000 Domare: Georges Vallat (Frankrike) | Publik: 1 000 Domare: Georges Vallat (Frankrike) |

| Omgång 2 | 29 maj 1924 | Uruguay                                   | 3 – 0 | USA | Stade Bergeyre, Paris                            |                                                  |
|          |             | Pedro Petrone 10′, 44′ Héctor Scarone 15′ |       |     | Publik: 10 455 Domare: Charles Barette (Belgien) | Publik: 10 455 Domare: Charles Barette (Belgien) |
|          |             |                                           |       |     | Publik: 10 455 Domare: Charles Barette (Belgien) | Publik: 10 455 Domare: Charles Barette (Belgien) |
|          |             |                                           |       |     | Publik: 10 455 Domare: Charles Barette (Belgien) | Publik: 10 455 Domare: Charles Barette (Belgien) |

| Kvartsfinal | 1 juni 1924 | Frankrike        | 1 – 5 | Uruguay                                                        | Stade Olympique, Colombes                               |                                                         |
|             |             | Paul Nicolas 12′ |       | Héctor Scarone 2′, 24′ Pedro Petrone 58′, 68′ Ángel Romano 83′ | Publik: 45 000 Domare: Peder Christian Andersen (Norge) | Publik: 45 000 Domare: Peder Christian Andersen (Norge) |
|             |             |                  |       |                                                                | Publik: 45 000 Domare: Peder Christian Andersen (Norge) | Publik: 45 000 Domare: Peder Christian Andersen (Norge) |
|             |             |                  |       |                                                                | Publik: 45 000 Domare: Peder Christian Andersen (Norge) | Publik: 45 000 Domare: Peder Christian Andersen (Norge) |

| Semifinal | 6 juni 1924 | Uruguay                                 | 2 – 1 | Nederländerna | Stade Olympique, Colombes                         |                                                   |
|           |             | Pedro Cea 62′ Héctor Scarone 81′ (str.) |       | Pijl 32′      | Publik: 40 000 Domare: Georges Vallat (Frankrike) | Publik: 40 000 Domare: Georges Vallat (Frankrike) |
|           |             |                                         |       |               | Publik: 40 000 Domare: Georges Vallat (Frankrike) | Publik: 40 000 Domare: Georges Vallat (Frankrike) |
|           |             |                                         |       |               | Publik: 40 000 Domare: Georges Vallat (Frankrike) | Publik: 40 000 Domare: Georges Vallat (Frankrike) |

| Final | 9 juni 1924 | Uruguay                                         | 3 – 0 | Schweiz | Stade Olympique, Colombes                        |                                                  |
|       |             | Pedro Petrone 9′ Pedro Cea 65′ Ángel Romano 82′ |       |         | Publik: 41 000 Domare: Marcel Slawik (Frankrike) | Publik: 41 000 Domare: Marcel Slawik (Frankrike) |
|       |             |                                                 |       |         | Publik: 41 000 Domare: Marcel Slawik (Frankrike) | Publik: 41 000 Domare: Marcel Slawik (Frankrike) |
|       |             |                                                 |       |         | Publik: 41 000 Domare: Marcel Slawik (Frankrike) | Publik: 41 000 Domare: Marcel Slawik (Frankrike) |